# Astropolítica
Astropolítica, ou Direito Espacial, é uma disciplina na área de Ciência Política e Relações Internacionais que aborda a exploração espacial do ponto de vista geopolítico e de estratégia, debatendo temas como segurança, militarização, diplomacia, entre outros. A astropolítica é regida pelas regras, princípios e padrões do Direito Internacional propostos nos cinco tratados que estabelecem os princípios para a exploração do espaço exterior e que foram elaborados sob os auspícios das Nações Unidas que são:
- Tratado do Espaço Exterior (1967)
- Acordo sobre o resgate de astronautas, o retorno dos astronautas e o retorno de objetos lançados no espaço sideral (1967)
- Convenção sobre Responsabilidade Internacional por Danos Causados por Objetos Espaciais (1972)
- Convenção sobre o registro de objetos lançados no espaço sideral (1976)
- Tratado da Lua (1979)

Em 2015, foi-se criado o Grupo de Trabalho de Haia sobre Governança de Recursos Espaciais, que é um consórcio internacional que estuda e observa problemáticas que abrangem o Direito Espacial. Esse consórcio tem o apoio de diversas universidades e instituições de vários países.
Em outro sentido, a mesma palavra pode ser sinônimo de astrologia política.